# نادما
نادما (به لاتین: Nadma) یک روستا در لهستان است که در گمینا رازمین واقع شده‌است.
 نادما  ۱٬۴۲۰ نفر جمعیت دارد.